# Scooby-Doo Abracadabradoo
Scooby-Doo Abracadabra-Doo - Il film (Scooby Doo! Abracadabra-Doo) è un lungometraggio d'animazione del 2010 diretto da Spike Brandt e Tony Cervone, basato sui personaggi di Hanna Barbera.

## Trama
Dopo aver concluso il loro ultimo mistero, Velma riceve una telefonata da sua madre che le chiede di controllare sua sorella minore Madelyn, che frequenta un college per maghi illusionisti. La banda si dirige alla Whirlen Merlin Magic Academy, situata in un antico castello irlandese. Una volta raggiunto il castello, incontrano il proprietario, Whirlen Merlin, insieme a suo fratello Marlon, che funge da cuoco e maggiordomo, e Crystal, l'ex assistente di scena di Whirlen. La banda scopre che un gigantesco grifone ha spaventato gli studenti e il personale.
Più tardi quella sera, Madelyn, che da anni ha una cotta per Shaggy, lo porta a fare una passeggiata romantica nei giardini e gli mostra un'antica meridiana. Madelyn spiega che il grifone aveva lo scopo di proteggere la scuola, ma poi il grifone li insegue dal giardino. Il resto degli studenti se ne va, quindi la banda inizia a prendere lezioni da sola. Nel frattempo, Calvin Curdles, un potente guru del gelato, si offre continuamente di acquistare da lui il castello di Whirlen. La banda promette di indagare per vedere se Curdles è dietro il Grifone.
Velma e Daphne si imbattono in un passaggio segreto che porta all'attico della scuola, dove scoprono che Alma Borbotton, la direttrice della scuola, era solita uscire con Calvin Curdles. Nel frattempo, Shaggy e Scooby scoprono la stanza degli effetti speciali del castello, dove vengono scoperti dalla signora Borbotton e fanno cadere alcune sostanze chimiche, creando una nebbia. Madelyn trova quindi un libro sull'antico bastone di O'Flannery, il proprietario originale del castello, che si dice controlli il grifone. Anche se Amos li avverte che l'isola dove riposa Lord O'Flannery è infestata da una Banshee, la banda si reca nella cripta di O'Flannery e recupera il bastone magico, ma vengono scacciati dalla Banshee e scappano per un pelo.
Successivamente, il grifone riappare rapidamente. Mentre la banda corre al castello, Shaggy e Madelyn si imbattono in Amos e smarriscono il bastone con il forcone di Amos. Quando Madelyn corre fuori per recuperare il bastone, viene rapita dal grifone. Nel frattempo, la banda scopre che Amos ha lavorato segretamente per Calvin Curdles per cercare di convincere Whirlen a vendere il castello. Mentre la banda va a salvare Madelyn, Calvin cerca di convincere Whirlen a cedere il castello.
La banda entra nell'Artiglio del Grifone, la torre più alta del castello dove dovrebbe dimorare la creatura, con il bastone, ma vengono separati nel processo quando il grifone attacca. Shaggy e Scooby vengono lasciati soli mentre gli altri vengono aiutati e Shaggy scopre che il personale è la chiave per il posatoio dove salvano Madelyn. Ma la loro riunione viene rapidamente interrotta di nuovo quando il grifone attacca, ma riescono a scappare. Shaggy lancia anche il bastone contro il grifone durante il processo, facendogli perdere il controllo. Tutti gli altri si precipitano fuori, incluso Curdles. Il grifone si schianta a terra, dove scoprono che si tratta in realtà di una marionetta gigante, controllato da un dirigibile nascosto da una macchina della nebbia gestita dal fratello di Whirlen, Marlon. Aveva scoperto che Lord O'Flannery aveva dispositivi meccanici che imitavano il becco e gli artigli di un grifone nascosti nel Posatoio del Grifone, sperando che avrebbe fatto pensare a tutti che un vero grifone viveva lì. Marlon li ha riparati e ha usato i dispositivi per spaventare i trasgressori. Era anche dietro la banshee, che era solo un ologramma.
Stanco di fare tutto il vero lavoro ma senza ottenere alcun merito, Marlon decise di usare i suoi burattini e le sue illusioni per diventare lui stesso un famoso mago, ma aveva bisogno di soldi per iniziare e l'unico modo era convincere Whirlen a vendere il castello. Quindi, Marlon ha fatto spaventare tutti dal suo burattino grifone. Si scusa per aver cercato di far fallire Whirlen, avendo capito quanto la scuola significasse per lui, non volendo portare via il suo sogno. Whirlen, capendo il pensiero di Marlon, decide di perdonare il fratello. Velma rivela che Amos ha trovato Marlon che stava ricostruendo il Grifone e ne ha parlato a Curdles. Quest'ultimo rivela di voler acquistare il castello per riconquistare il cuore di Alma.
Alma lo accetta e tornano ad essere una coppia. I fratelli Merlin decidono da allora di esibirsi insieme e di fare di Madelyn la loro apprendista e subito dopo Calvin Curdles sponsorizza la riapertura dell'Accademia di magia dei fratelli Merlin, dove Madelyn si esibisce con Daphne Blake come sua assistente.

## Contenuti speciali nel DVD
- Scooby Doo And Puppets Too! L'arte delle marionette

## Curiosità
- In una scena del film Shaggy cita Harry Potter con la frase "Maghetto inglese con gli occhiali".
- Marco Bassetti (la voce del GPS) ha doppiato Fred in un videogioco: Scooby Doo! Le origini del mistero